# Neografia
Neografia (stgr. νέος néos „nowy” + γραφή graphḗ „pismo”) – nauka o odręcznym piśmie nowożytnym i nowoczesnym (tj. począwszy od XVI wieku), przekazanym na materiale nietrwałym. Neografia jest jedną z nauk pomocniczych historii.

## Neografia łacińska
W poszczególnych państwach europejskich używano od XVI do XVIII wieku różnych odmian pisma łacińskiego, wchodzących w zakres badań neograficznych:
- Włochy: italika kancelaryjna, bastarda włoska,
- kancelaria papieska: italika, bastarda włoska i gotycka, a także minuskuła bullowa (łac. littera Sancti Petri),
- Hiszpania: gotyckie pismo kancelaryjne (odmiany zwane po hiszp. cortesana, procesal / procesada, cadenilla), hiszpańskie pismo potoczne (redondilla),
- Francja: italika, gotycka bastarda francuska, kurrenta (odmiana zwana po fr. lettre financière, a później ronde), bastarda włoska, potoczna kursywa płynna (fr. la coulée),
- Niderlandy: gotycka bastarda burgundzko-francuska, niemiecka kursywa gotycka, francuskie lettre financière, hiszpańska redondilla, bastarda włoska,
- Anglia: italika, gotyckie pisma kursywne, chancery hand („ręka kancelaryjna”), court hand („ręka sądowa”), secretary hand („ręka sekretarska”), round hand („okrągła ręka”),
- kraje niemieckie i skandynawskie: fraktura, kurrenta kancelaryjna, niemiecka kursywa neogotycka (niem. Kurrentschrift), fraktura kancelaryjna (niem. Kanzleifraktur),
- Polska: różne postaci kursywy i kurrenty gotyckiej, włoska italika kancelaryjna, pisma typu francuskiego, a później typu angielskiego.

W XIX wieku oprócz pisma gotyckiego (na obszarach niemieckich i skandynawskich) w użyciu była przede wszystkim kursywa francuska i angielska. Na kształt pisma w dużym stopniu wpłynęło upowszechnienie się stalówki, produkcja różnych gatunków papieru gładkiego, a także zmiany w sposobie pisania (ułożenie i oparcie dłoni, ruch ramienia itp.). Na przełomie XIX i XX wieku zaczęto odchodzić od pisma pochyłego do pisma prostopadłego, bez szczególnych ozdób (w Polsce przejawem tych zmian był Elementarz M. Falskiego).

## Polskojęzyczne publikacje poświęcone neografii
- Karol Górski: Neografia gotycka. Podręcznik pisma neogotyckiego XVI-XX w. Toruń: Wydawnictwo Uniwersytetu Mikołaja Kopernika, 1960. Brak numerów stron w książce
- Marek Gajda: ABC neografii ruskiej. Piotrków Trybunalski: Naukowe Wydawnictwo Piotrkowskie przy Uniwersytecie Jana Kochanowskiego w Kielcach, 2013. ISBN 978-83-7726-048-7. Brak numerów stron w książce